# Камениця (Севниця)
Камениця (словен. Kamenica) — поселення в общині Севниця, Споднєпосавський регіон, Словенія. Висота над рівнем моря: 306,5 м.